# Langnasen-Nasendoktorfisch
Der Langnasen-Nasendoktorfisch  (Naso brevirostris), auch Einhornfisch genannt, ist eine Art aus der Familie der Doktorfische.

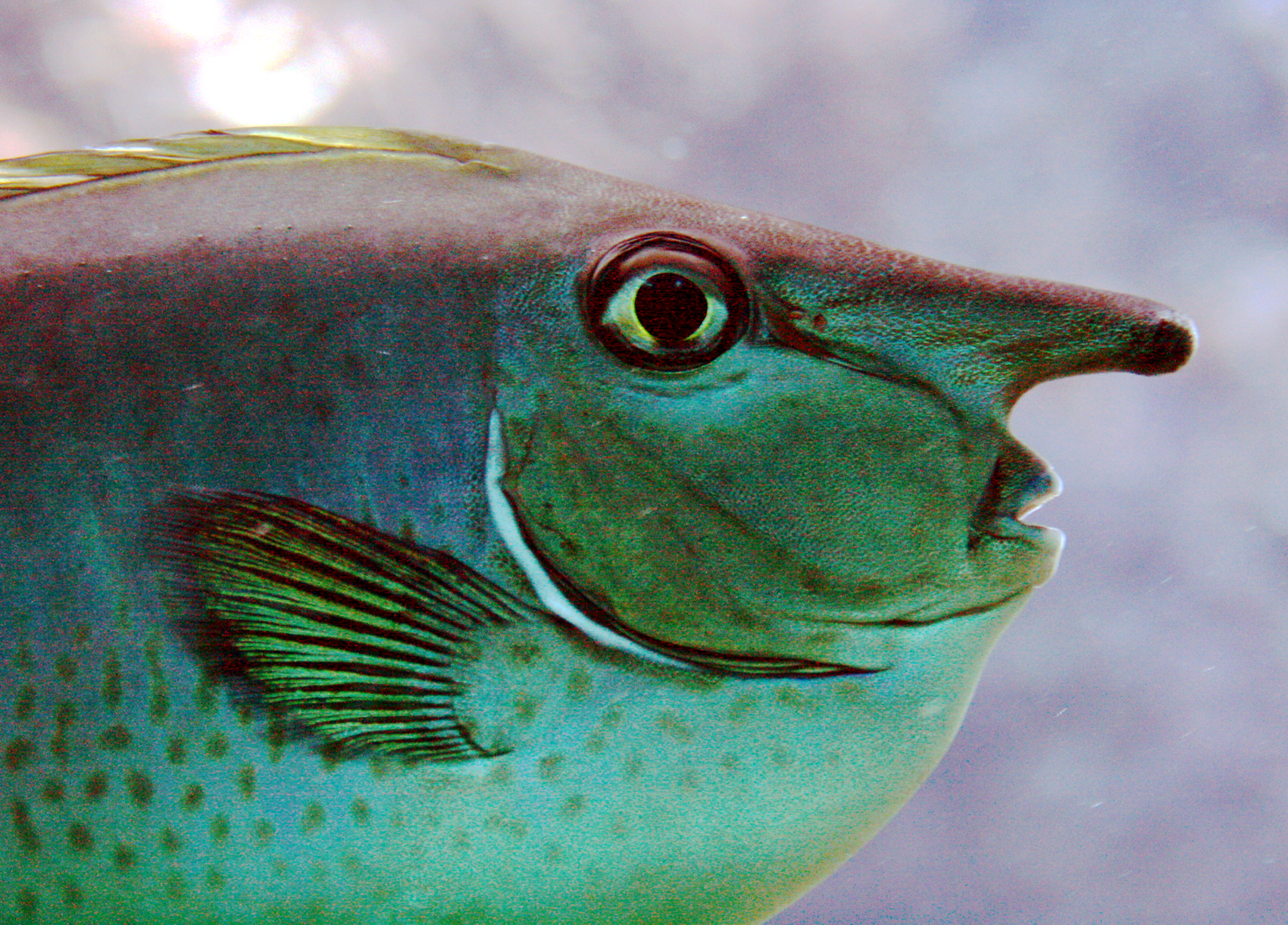
Langnasen-Nasendoktorfisch

Der Langnasen-Nasendoktorfisch kommt vom Roten Meer bis nach Japan, Hawaii und bis zu den Marquesas vor.
Die ausgewachsenen Fische sind meist in einer Tiefe von 4 bis 46 Metern an den steilen Hängen von Außenriffen zu finden.
Der Langnasen-Nasendoktorfisch hat einen seitlich abgeflachten, längsovalen und bräunlich gefärbten Körper. Alle Individuen weisen zwei Paar scharfer Dornen oder Skalpelle auf der Schwanzwurzel auf. Schärpen-Nasendoktorfische können eine Körperlänge von bis zu 60 Zentimetern erreichen. Auffallend ist der nasenartig verlängerte Stirnhöcker. Er tritt bei beiden Geschlechtern auf und beginnt sich auszubilden, sobald die Fische eine Länge von 10 bis 20 cm erreicht haben. Das Wachstum dieses Höckers zwingt den Fisch zu einer Nahrungsumstellung, da er verhindert, dass der Fisch weiterhin Algenbewuchs von Substraten abfressen kann. Der Fisch stellt sich daher mit zunehmendem Hornwachstum auf Plankton als Nahrungsquelle um.
Der Langnasen-Nasendoktorfisch ist ein tagaktiver Fisch. Die Jungfische leben in Schwärmen. Ausgewachsene Fische leben überwiegend paarweise oder in kleinen Trupps.